# August von Sivers
August Peter Alexander von Sivers (* 3. September 1825 auf Euseküll; † 11. Juni 1876 ebenda) war ein livländischer Gutsbesitzer und Landrat.

## Leben
August von Sivers studierte von 1844 bis 1847 an der Kaiserlichen Universität Dorpat Naturwissenschaften; hier wurde er Mitglied der Baltischen Corporation Livonia; danach studierte er ein Jahr an der Landwirtschaftlichen Akademie Eldena bei Greifswald Landwirtschaft und schloss er sich dem Corps Borussia Greifswald an. Nach längeren Reisen kehrte er 1853 nach Livland zurück und wurde Besitzer der Rittergüter Euseküll, Kiddijerw, Heiligensee und Römershof. Sivers war livländischer Landrat und gehörte dem Hofgericht in Riga an. Seit 1853 war er mit Bertha Emilie Sophie von Maydell verheiratet. Das Paar hatte drei Söhne und vier Töchter, von denen jedoch ein Sohn und zwei Töchter früh verstarben.